# Katarina Lycken Rüter

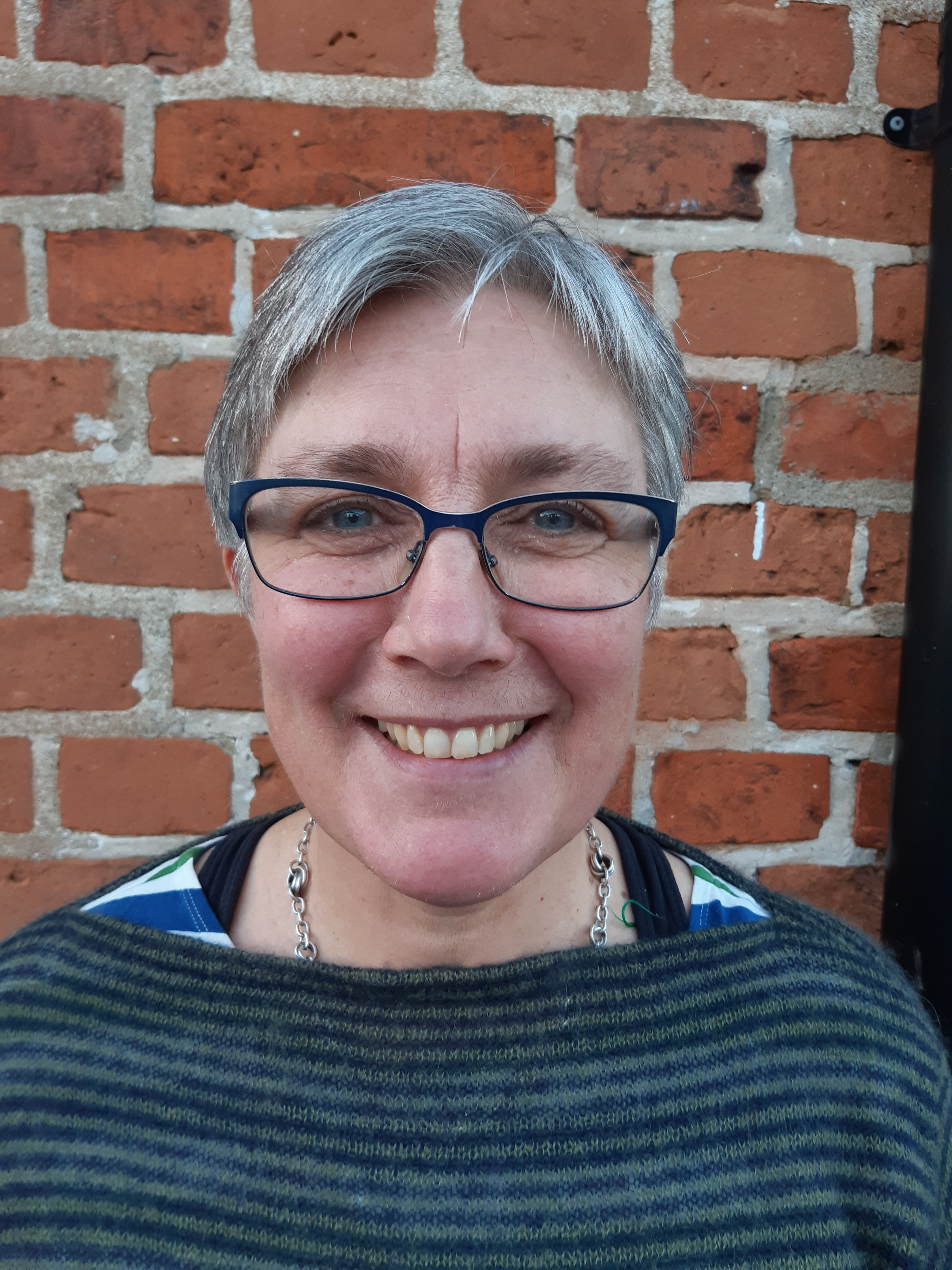
Katarina Lycken Rüter

Katarina Lycken Rüter, född 20 oktober 1960, är en svensk lärare och författare. Hon har belönats med Svenska Akademins svensklärarpris 2020 och fått andra pris i Guldäpplet 2013.
Katarina Lycken Rüter har mestadels arbetat inom gymnasieskolan, som lärare i svenska och religion. En kortare period arbetade hon på Skolverket med digitaliseringsfrågor. Hon har ofta föreläst om hur man kan använda digitala resurser för att skapa en undervisning där eleverna är aktiva och utforskande. Hon berättar också om hur hon använder många olika sorters texter i klassrummet, alltifrån dikter som är tusentals år gamla till moderna bilderböcker.
Författarskapet började med läromedel i religionskunskap. Hon har senare skrivit lättläst facklitteratur på Nypon och Vilja förlag tillsammans med Annelie Drewsen.
2023 började Katarina Lycken Rüter delta i arbetet med Nobel i Rinkeby och Tensta och från och med 2024 är hon projektledare tillsammans med Annelie Drewsen.